# Гірницький (зупинний пункт)
Гірни́цький — пасажирський залізничний зупинний пункт Луганської дирекції Донецької залізниці.
Розташований на півдні міста Золоте, Золотівська міська рада, Луганської області (місцевість Родіна (Золоте-4)) на лінії Дебальцеве — Попасна між станціями Попасна (13 км) та Мар'ївка (2 км).
Через військову агресію Росії на сході Україні транспортне сполучення припинене.